# Schill Malz

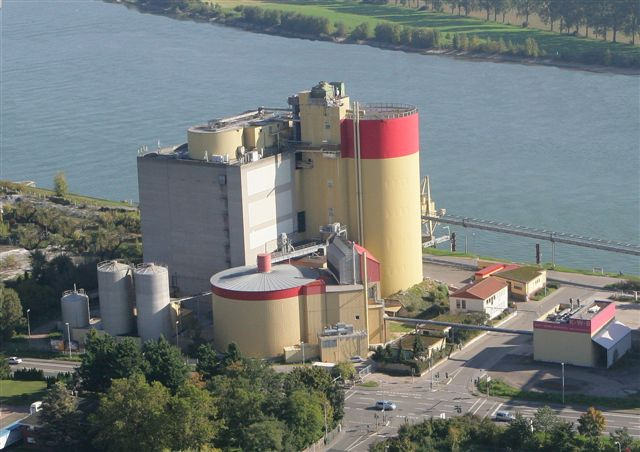
Schill Malz, Worms

Schill Malz war eine der großen Mälzereigruppen in Deutschland. Der Umsatz im Geschäftsjahr 2009/2010 betrug 67,1 Mio. Euro. Die Kunden waren überwiegend Brauereien in ganz Deutschland und weltweit. Schill Malz hielt 100-%-Beteiligungen an den Firmen Rhein-Ruhr Malz GmbH und Thüringer Malz.

## Geschichte
Der Betrieb wurde 1859 durch Simon Friedrich Schill in Osthofen als reine Handelsmälzerei gegründet. Er war damit das älteste Unternehmen seiner Branche, das nicht aus einer Brauereimälzerei entstanden ist. Der Gründer, der Winzer und Landwirt war, vermälzte Braugerste aus eigenem Anbau und verkaufte das Malz an die Brauereien vor Ort. Aus kleinen Anfängen wuchs Schill Malz zu einer der führenden Mälzereigruppen Deutschlands. Das Unternehmen wurde in fünf Generationen von Mitgliedern der Familie Schill geleitet. 2013 schied Peter Schill als geschäftsführender Direktor des Unternehmens aus, sein Nachfolger war Roger Woodley.
Schill Malz produzierte und vertrieb bis 2017 rund 140.000 Tonnen Braumalz jährlich aus zunächst 4 Produktionsstätten in Deutschland an Kunden im Inland und in aller Welt. Die Mälzereien der Schill Malz Gruppe befanden sich in Worms, Mülheim an der Ruhr, Clingen und Sangerhausen. Das Werk in Sangerhausen wurde 2014 geschlossen. Zum 1. Februar 2017 übernahm die Malzfabrik Michael Weyermann das Werk in Clingen. Die beiden Betriebe Worms und Mülheim wurden zum 1. Juli 2017 von der Bamberger Mäzlerei Beteiligungs GmbH übernommen. Mit der Malzfabrik Kalscheuren in Hürth bestand bis zu deren Schließung 2012 ein Lohnmälzungsabkommen.
Verwaltungssitz von Schill Malz war seit der Gründung im Jahre 1859 Osthofen.
2000 gründete Schill Malz mit der Hamburger Tivoli Malz GmbH den GlobalMalt-Verbund und fusionierte 2006 mit der Malzsparte der Caspar Thywissen GmbH, die das Werk in Mülheim/Ruhr in die Gruppe mit einbrachte, zu GermanMalt GmbH & Co. KG. Die GermanMalt GmbH & Co. KG wurde am 9. September 2011 in Schill Malz GmbH & Co. KG umfirmiert.
Nach dem Verkauf der Vertriebsgesellschaft und einer Beteiligung in Polen wurde das Unternehmen 2011 von der australischen GrainCorp-Gruppe übernommen und firmiert heute wieder unter der ursprünglichen Bezeichnung Schill Malz. GrainCorp ist ein international tätiges börsennotiertes Unternehmen, das im Handel und der Verarbeitung von Getreide aktiv ist. Die Malzsparte von GrainCorp, GrainCorp Malt, betreibt Mälzereien in Australien, Kanada, USA und Großbritannien und gehört mit einer Gesamtproduktion von rund 1,4 Mio. Tonnen Malz zu den größten Mälzereigruppen weltweit.
Schill Malz war Mitglied im Deutschen Mälzerbund e. V. und Fördermitglied der Versuchs- und Lehranstalt für Brauerei in Berlin.
GrainCorp Ltd. verkaufte im Mai 2017 das gesamte operative Geschäft der Schill Malz GmbH & Co. KG und der Tochter Rhein-Ruhr Malz GmbH an die Bamberger Mälzerei GmbH. Die Schill Malz GmbH & Co. KG wurde mit Ablauf des 8. Februar 2018 aufgelöst.

## Technik
Schill Malz war das erste Unternehmen der Branche, das eine statische Turmmälzerei in Betrieb nahm und damit einen noch heute gültigen Standard für die Branche setzte. Diese Technik setzte das Unternehmen in den Werken Worms und Mülheim ein. In Sangerhausen wurden Saladinkästen und in Clingen Umsetzkästen nach dem System Lausmann eingesetzt.

## Produktion
Bei der Auswahl der Sorten und Provenienzen der Rohstoffe Gerste und Weizen arbeitete das Unternehmen eng mit Züchtern und Erzeugern, landwirtschaftlichen Forschungseinrichtungen und Brauereien zusammen.
Das Produktspektrum von Schill Malz umfasste Pilsener Malz, Wiener und Münchner Malze, Weizenmalz, Röstmalz, Sauermalz und über den GrainCorp-Verbund auch Spezialmalze wie Röst- und Karamellmalze sowie Whisky-Malze. 30–40 Prozent der Produktion wurde in andere europäische Länder, nach Südamerika oder Afrika exportiert.
Für Malz aus ökologischem Landbau besaß Schill Malz ein EU-Bio-Zertifikat und ein Zertifikat von Bioland.

## Unglück
Am 30. November 2008 kam es nach einem Brand in einem Silo des Worms-Rheindürkheimer Werks von Schill Malz zu einer schweren Explosion. Bei dem Feuerwehreinsatz wurde ein Feuerwehrmann von herabstürzenden Betonteilen erschlagen, weitere sieben Feuerwehrleute wurden zum Teil schwer verletzt, darunter der damalige Einsatzleiter, der danach auf einen Rollstuhl angewiesen war und sich später das Leben nahm. Wenige Tage später brach im Dezember 2008 erneut ein Brand im Silo aus, dieser Brand konnte ohne Zwischenfälle mit Stickstoff gelöscht werden. Die Klage der Unfallkasse Rheinland-Pfalz gegenüber der Schill Malz wurde vom Landgericht Mainz zurückgewiesen.